# Prima Categoria (1914/1915)
Prima Categoria 1914/1915 (z wł. Pierwsza Kategoria) – 18. edycja najwyższej w hierarchii klasy mistrzostw Włoch w piłce nożnej, organizowanych przez FIGC, które odbyły się od 4 października 1914 do 23 maja 1915. Mistrzem został Genoa, zdobywając swój siódmy tytuł.

## Organizacja
Liczba uczestników w głównym turnieju została powiększona z 29 do 36 drużyn. Kluby z Północnych Włoch podzielono na sześć grup. Dwie pierwsze drużyny z każdej grupy oraz cztery najlepsze zespoły z trzecich miejsc awansowały do dalszych gier w półfinałach. Następnie zwycięzcy z czterech grup półfinałowych kwalifikowały się do turnieju finałowym.
W równoległym turnieju środkowo-południowym najpierw zostały wyłonione zwycięzcy regionów Toskania i Lacjum, które potem grali w półfinale. W drugim półfinale walczyli zespoły z Kampanii. Zwycięzca finału z Południowych Włoch grał w finale z mistrzem Północy.

## Kluby startujące w sezonie
Piemont - Liguria
| Klub         | Miasto           | Stadion                      |
| ------------ | ---------------- | ---------------------------- |
| Acqui        | Acqui Terme      | Campo vicino al Poligono     |
| Alessandria  | Alessandria      | Piazza d'Armi Vecchia        |
| Andrea Doria | Genua            | Campo sportivo della Cajenna |
| Genoa        | Genua            | Campo di via del Piano       |
| Juventus     | Turyn            | Campo di Corso Sebastopoli   |
| Ligure       | Bolzaneto, Genua | Campo dell'AC Ligure         |
| Piemonte     | Turyn            | Campo dell'Amoretti          |
| Savona       | Savona           | Campo di via Frugoni         |
| Torino       | Turyn            | Campo Stradale Stupinigi     |
| Valenzana    | Valenza          |                              |
| Veloces      | Biella           | Campo della Marucca          |
| Vigor        | Turyn            | Campo Stradale Stupinigi     |

Lombardia - Emilia Romania
| Klub                | Miasto            | Stadion                         |
| ------------------- | ----------------- | ------------------------------- |
| Audax               | Modena            | Campo di viale Tassoni          |
| Bologna             | Bolonia           | Stadio Sterlino                 |
| Brescia             | Brescia           | Campo Fiera                     |
| Casale              | Casale Monferrato | Campo Priocco                   |
| Chiasso             | Chiasso           | Campo di Mornello a Maslianico  |
| Como                | Como              | Campo di via dei Mille          |
| Cremonese           | Cremona           | Campo di via San Rocco          |
| Internazionale      | Mediolan          | Campo di via Goldoni            |
| Juventus Italia     | Mediolan          | Campo di via Ravizza            |
| Milan               | Mediolan          | Velodromo Sempione              |
| AC Milanese         | Mediolan          | Campo via Monterosa 63          |
| US Milanese         | Mediolan          | Campo di via Stelvio            |
| Modena              | Modena            | Campo dell’ex Velodromo         |
| Nazionale Lombardia | Mediolan          | Campo della Baggina             |
| Novara              | Novara            | Campo di viale Alighieri        |
| Pro Vercelli        | Vercelli          | Campo di piazza Conte di Torino |
| Racing Libertas     | Mediolan          | Campo di via Bersaglio          |
| Savoia              | Mediolan          | Campo del Portello              |

Wenecja Euganejska
| Klub     | Miasto  | Stadion                              |
| -------- | ------- | ------------------------------------ |
| Hellas   | Werona  | Campo vicolo Stimate 6               |
| Padova   | Padwa   | Campo Belzoni                        |
| Petrarca | Padwa   | Campo di piazza Vittorio Emanuele II |
| Udine    | Udine   | Campo di viale Venezia               |
| Venezia  | Wenecja | Campo Sant'Elena                     |
| Vicenza  | Vicenza | Campo Borgo Casale                   |

Toskania
| Klub               | Miasto    | Stadion                    |
| ------------------ | --------- | -------------------------- |
| Firenze            | Florencja | Prato del Quercione        |
| Itala Firenze      | Florencja | Ritirata dopo l'iscrizione |
| Libertas           | Florencja | Parco delle Cascine        |
| Lucca              | Lucca     | Campo di Sant'Anna         |
| Pisa               | Piza      | Campo dell'Abetone         |
| Prato              | Prato     |                            |
| SPES               | Livorno   |                            |
| Virtus Juventusque | Livorno   |                            |

Lacjum
| Klub      | Miasto | Stadion                    |
| --------- | ------ | -------------------------- |
| Audace    | Rzym   | Stadio Nazionale           |
| Fortitudo | Rzym   | Campo "Madonna del Riposo" |
| Juventus  | Rzym   | Campo della Farnesina      |
| Lazio     | Rzym   | Stadio della Rondinella    |
| Pro Roma  | Rzym   | Campo della Piramide       |
| Roman     | Rzym   | Campo di Due Pini          |

Kampania
| Klub           | Miasto | Stadion         |
| -------------- | ------ | --------------- |
| Internazionale | Neapol | Terme di Agnano |
| Naples         | Neapol | Terme di Agnano |

## Północne Włochy

### Kwalifikacje

#### Grupa A

##### Tabela
|    | Klub         | Pkt | M | Z | R | GZ | GS | +/- | Pkt. | Uwagi        |
| -- | ------------ | --- | - | - | - | -- | -- | --- | ---- | ------------ |
| 1. | Genoa        | 10  | 9 | 0 | 1 | 61 | 5  | +56 | 18   | Kwalifikacja |
| 2. | Alessandria  | 10  | 6 | 2 | 2 | 36 | 7  | +29 | 14   | Kwalifikacja |
| 3. | Andrea Doria | 10  | 6 | 1 | 3 | 20 | 18 | +2  | 13   | Kwalifikacja |
| 4. | Savona       | 10  | 4 | 2 | 4 | 17 | 23 | -6  | 10   |              |
| 5. | Acqui        | 10  | 1 | 1 | 8 | 5  | 62 | -57 | 3    |              |
| 6. | Ligure       | 10  | 0 | 2 | 8 | 8  | 32 | -24 | 2    |              |

##### Wyniki
| Gospodarz \ Gość | LIG | ACQ  | ALE | ADO | GEN  | SVN |
| ---------------- | --- | ---- | --- | --- | ---- | --- |
| Ligure           |     | 2:2  | 0:3 | 1:3 | 1:4  | 2:2 |
| Acqui            | 3:1 |      | 0:9 | 0:3 | 0:16 | 0:5 |
| Alessandria      | 5:0 | 6:0  |     | 2:2 | 3:0  | 5:0 |
| Andrea Doria     | 4:1 | 4:0  | 2:1 |     | 0:8  | 1:0 |
| Genoa            | 3:0 | 12:0 | 2:1 | 3:0 |      | 7:0 |
| Savona           | 3:0 | 4:0  | 1:1 | 2:1 | 0:6  |     |

#### Grupa B

##### Tabela
|    | Klub      | Pkt | M | Z | R | GZ | GS | +/- | Pkt. | Uwagi        |
| -- | --------- | --- | - | - | - | -- | -- | --- | ---- | ------------ |
| 1. | Torino    | 10  | 9 | 1 | 0 | 37 | 8  | +29 | 19   | Kwalifikacja |
| 2. | Juventus  | 10  | 7 | 1 | 2 | 46 | 14 | +32 | 15   | Kwalifikacja |
| 3. | Vigor     | 10  | 7 | 0 | 3 | 27 | 20 | +7  | 14   | Kwalifikacja |
| 4. | Valenzana | 10  | 2 | 2 | 6 | 10 | 30 | -20 | 6    |              |
| 5. | Piemonte  | 10  | 2 | 1 | 7 | 12 | 33 | -11 | 5    |              |
| 6. | Veloces   | 10  | 0 | 1 | 9 | 8  | 35 | -27 | 1    |              |

##### Wyniki
| Gospodarz \ Gość | JUV | PIE | TOR | VAL | VEL | VTO |
| ---------------- | --- | --- | --- | --- | --- | --- |
| Juventus         |     | 8:1 | 2:7 | 6:0 | 5:0 | 2:3 |
| Piemonte         | 2:6 |     | 0:2 | 2:2 | 2:0 | 2:6 |
| Torino           | 1:1 | 4:0 |     | 4:0 | 4:1 | 5:2 |
| Valenzana        | 0:9 | 2:0 | 0:3 |     | 4:1 | 0:2 |
| Veloces          | 0:4 | 2:3 | 1:2 | 1:1 |     | 1:3 |
| Vigor            | 0:3 | 1:0 | 1:5 | 2:1 | 7:1 |     |

#### Grupa C

##### Tabela
|    | Klub                | Pkt | M | Z | R  | GZ | GS | +/- | Pkt. | Uwagi        |
| -- | ------------------- | --- | - | - | -- | -- | -- | --- | ---- | ------------ |
| 1. | Pro Vercelli        | 10  | 8 | 1 | 1  | 24 | 6  | +18 | 17   | Kwalifikacja |
| 2. | Casale              | 10  | 7 | 2 | 1  | 18 | 3  | +15 | 16   | Kwalifikacja |
| 3. | Novara              | 10  | 6 | 0 | 4  | 16 | 8  | +8  | 12   | Kwalifikacja |
| 4. | Nazionale Lombardia | 10  | 5 | 1 | 4  | 14 | 22 | -8  | 11   |              |
| 5. | Racing Libertas     | 10  | 2 | 0 | 8  | 8  | 21 | -13 | 4    |              |
| 6. | Savoia              | 10  | 0 | 0 | 10 | 0  | 20 | -20 | 0    |              |

##### Wyniki
| Gospodarz \ Gość    | CSL | NLO | NOV | PVE | RAC | SAI |
| ------------------- | --- | --- | --- | --- | --- | --- |
| Casale              |     | 6:0 | 1:0 | 2:0 | 1:0 | 2:0 |
| Nazionale Lombardia | 1:1 |     | 1:2 | 1:3 | 4:1 | 2:0 |
| Novara              | 1:0 | 0:1 |     | 1:2 | 5:0 | 2:0 |
| Pro Vercelli        | 1:1 | 9:0 | 1:0 |     | 2:1 | 2:0 |
| Racing Libertas     | 0:2 | 0:2 | 2:3 | 0:2 |     | 2:0 |
| Savoia              | 0:2 | 0:2 | 0:2 | 0:2 | 0:2 |     |

#### Grupa D

##### Tabela
|    | Klub            | Pkt | M | Z | R | GZ | GS | +/- | Pkt. | Uwagi        |
| -- | --------------- | --- | - | - | - | -- | -- | --- | ---- | ------------ |
| 1. | Milan           | 10  | 9 | 1 | 0 | 52 | 3  | +49 | 19   | Kwalifikacja |
| 2. | Juventus Italia | 10  | 4 | 5 | 1 | 27 | 16 | +11 | 13   | Kwalifikacja |
| 3. | Bologna         | 10  | 2 | 5 | 3 | 15 | 24 | -9  | 9    |              |
| 4. | AC Milanese     | 10  | 3 | 2 | 5 | 26 | 19 | +7  | 8    |              |
| 5. | Chiasso         | 10  | 2 | 3 | 5 | 24 | 37 | -13 | 7    |              |
| 6. | Audax           | 10  | 2 | 0 | 8 | 14 | 59 | -45 | 4    |              |

##### Wyniki
| Gospodarz \ Gość | ACM | AMO  | BOL | CHI  | JIT | MIL |
| ---------------- | --- | ---- | --- | ---- | --- | --- |
| AC Milanese      |     | 9:0  | 1:2 | 10:1 | 0:0 | 0:3 |
| Audax            | 2:4 |      | 4:1 | 2:0  | 2:4 | 0:2 |
| Bologna          | 1:1 | 4:2  |     | 3:3  | 0:0 | 0:1 |
| Chiasso          | 3:1 | 9:1  | 2:2 |      | 4:4 | 1:7 |
| Juventus Italia  | 2:0 | 13:1 | 1:1 | 2:1  |     | 0:6 |
| Milan            | 5:0 | 13:0 | 9:1 | 5:0  | 1:1 |     |

#### Grupa E

##### Tabela
|    | Klub           | Pkt | M | Z | R | GZ | GS | +/- | Pkt. | Uwagi        |
| -- | -------------- | --- | - | - | - | -- | -- | --- | ---- | ------------ |
| 1. | Internazionale | 10  | 9 | 0 | 1 | 60 | 8  | +52 | 18   | Kwalifikacja |
| 2. | Como           | 10  | 5 | 2 | 3 | 22 | 20 | +2  | 12   | Kwalifikacja |
| 3. | US Milanese    | 10  | 3 | 4 | 3 | 21 | 32 | -11 | 10   |              |
| 4. | Brescia        | 10  | 3 | 2 | 5 | 10 | 18 | -8  | 8    |              |
| 4. | Cremonese      | 10  | 4 | 0 | 6 | 15 | 25 | -10 | 8    |              |
| 6. | Modena         | 10  | 1 | 2 | 7 | 13 | 38 | -25 | 4    |              |

##### Wyniki
| Gospodarz \ Gość | BRE | COM | CRE | INT | MOD | USM  |
| ---------------- | --- | --- | --- | --- | --- | ---- |
| Brescia          |     | 2:0 | 2:0 | 0:2 | 3:1 | 1:1  |
| Como             | 2:0 |     | 1:0 | 3:2 | 7:0 | 2:2  |
| Cremonese        | 2:1 | 1:2 |     | 1:5 | 4:2 | 5:4  |
| Internazionale   | 8:0 | 6:0 | 6:0 |     | 8:0 | 12:1 |
| Modena           | 1:1 | 4:2 | 0:1 | 1:7 |     | 3:3  |
| US Milanese      | 1:0 | 3:3 | 2:1 | 2:4 | 2:1 |      |

#### Grupa F

##### Tabela
|    | Klub     | Pkt | M | Z | R | GZ | GS | +/- | Pkt. | Uwagi        |
| -- | -------- | --- | - | - | - | -- | -- | --- | ---- | ------------ |
| 1. | Vicenza  | 10  | 8 | 0 | 2 | 43 | 13 | +30 | 16   | Kwalifikacja |
| 2. | Hellas   | 10  | 7 | 1 | 2 | 28 | 15 | +13 | 15   | Kwalifikacja |
| 3. | Venezia  | 10  | 4 | 4 | 2 | 23 | 18 | +5  | 12   | Kwalifikacja |
| 4. | Padova   | 10  | 3 | 1 | 6 | 23 | 37 | -14 | 7    |              |
| 5. | Udine    | 10  | 2 | 2 | 6 | 15 | 24 | -9  | 6    |              |
| 6. | Petrarca | 10  | 2 | 0 | 8 | 11 | 36 | -25 | 4    |              |

##### Wyniki
| Gospodarz \ Gość | HEL | PAD  | PET | UDI | VEN | VIC |
| ---------------- | --- | ---- | --- | --- | --- | --- |
| Hellas           |     | 7:2  | 4:3 | 2:0 | 1:1 | 1:0 |
| Padova           | 2:5 |      | 2:0 | 4:1 | 3:5 | 1:3 |
| Petrarca         | 1:5 | 3:2  |     | 2:1 | 0:2 | 2:7 |
| Udine            | 0:4 | 2:0  | 3:2 |     | 1:0 | 0:1 |
| Venezia          | 3:0 | 2:4  | 2:0 | 2:2 |     | 0:2 |
| Vicenza          | 3:2 | 10:2 | 6:0 | 5:1 | 6:1 |     |

### Półfinały

#### Grupa A

##### Tabela
|    | Klub     | Pkt | M | Z | R | GZ | GS | +/- | Pkt. | Uwagi        |
| -- | -------- | --- | - | - | - | -- | -- | --- | ---- | ------------ |
| 1. | Genoa    | 6   | 5 | 0 | 1 | 25 | 5  | +20 | 10   | Kwalifikacja |
| 2. | Casale   | 6   | 4 | 0 | 2 | 9  | 9  | 0   | 8    |              |
| 3. | Juventus | 6   | 3 | 0 | 3 | 13 | 15 | -2  | 6    |              |
| 4. | Venezia  | 6   | 0 | 0 | 6 | 4  | 22 | -18 | 0    |              |

##### Wyniki
| Gospodarz \ Gość | CSL | GEN | JUV | VEN |
| ---------------- | --- | --- | --- | --- |
| Casale           |     | 2:1 | 2:0 | 2:1 |
| Genoa            | 3:0 |     | 4:0 | 9:1 |
| Juventus         | 4:2 | 2:5 |     | 2:0 |
| Venezia          | 0:1 | 0:3 | 2:5 |     |

#### Grupa B

##### Tabela
|    | Klub        | Pkt | M | Z | R | GZ | GS | +/- | Pkt. | Uwagi        |
| -- | ----------- | --- | - | - | - | -- | -- | --- | ---- | ------------ |
| 1. | Milan       | 6   | 4 | 1 | 1 | 9  | 6  | +3  | 9    | Kwalifikacja |
| 2. | Alessandria | 6   | 3 | 1 | 2 | 7  | 5  | +2  | 7    |              |
| 3. | Vigor       | 6   | 2 | 0 | 4 | 9  | 10 | -1  | 4    |              |
| 3. | Novara      | 6   | 2 | 0 | 4 | 9  | 13 | -4  | 4    |              |

##### Wyniki
| Gospodarz \ Gość | ALE | MIL | NOV | VTO |
| ---------------- | --- | --- | --- | --- |
| Alessandria      |     | 0:0 | 2:0 | 2:0 |
| Milan            | 2:1 |     | 2:1 | 2:0 |
| Novara           | 3:1 | 1:2 |     | 3:2 |
| Vigor            | 0:1 | 3:1 | 4:1 |     |

#### Grupa C

##### Tabela
|    | Klub         | Pkt | M | Z | R | GZ | GS | +/- | Pkt. | Uwagi        |
| -- | ------------ | --- | - | - | - | -- | -- | --- | ---- | ------------ |
| 1. | Torino       | 6   | 6 | 0 | 0 | 18 | 3  | +15 | 12   | Kwalifikacja |
| 2. | Pro Vercelli | 6   | 4 | 0 | 2 | 12 | 6  | +6  | 8    |              |
| 3. | Hellas       | 6   | 1 | 0 | 5 | 10 | 16 | -6  | 2    |              |
| 3. | Como         | 6   | 1 | 0 | 5 | 4  | 19 | -15 | 2    |              |

##### Wyniki
| Gospodarz \ Gość | COM | HEL | PVE | TOR |
| ---------------- | --- | --- | --- | --- |
| Como             |     | 3:0 | 0:1 | 1:5 |
| Hellas           | 6:0 |     | 2:3 | 1:4 |
| Pro Vercelli     | 5:0 | 3:0 |     | 0:1 |
| Torino           | 2:0 | 3:1 | 3:0 |     |

#### Grupa D

##### Tabela
|    | Klub            | Pkt | M | Z | R | GZ | GS | +/- | Pkt. | Uwagi        |
| -- | --------------- | --- | - | - | - | -- | -- | --- | ---- | ------------ |
| 1. | Internazionale  | 6   | 4 | 1 | 1 | 27 | 2  | +25 | 9    | Kwalifikacja |
| 2. | Andrea Doria    | 6   | 3 | 1 | 2 | 11 | 10 | +1  | 7    |              |
| 3. | Vicenza         | 6   | 2 | 1 | 3 | 8  | 23 | -15 | 5    |              |
| 3. | Juventus Italia | 6   | 1 | 1 | 4 | 6  | 17 | -11 | 3    |              |

##### Wyniki
| Gospodarz \ Gość | ADO | INT | JIT | VIC  |
| ---------------- | --- | --- | --- | ---- |
| Andrea Doria     |     | 1:0 | 4:2 | 2:0  |
| Internazionale   | 3:0 |     | 4:0 | 16:0 |
| Juventus Italia  | 1:1 | 1:4 |     | 2:0  |
| Vicenza          | 4:3 | 0:0 | 4:0 |      |

### Runda finałowa

#### Tabela
|    | Klub           | Pkt | M | Z | R | GZ | GS | +/- | Pkt. | Uwagi |
| -- | -------------- | --- | - | - | - | -- | -- | --- | ---- | ----- |
| 1. | Genoa          | 5   | 3 | 1 | 1 | 13 | 11 | +2  | 7    |       |
| 2. | Torino         | 5   | 1 | 3 | 1 | 11 | 7  | +4  | 5    |       |
| 2. | Internazionale | 5   | 2 | 1 | 2 | 11 | 12 | -1  | 5    |       |
| 4. | Milan          | 5   | 0 | 3 | 2 | 4  | 9  | -5  | 3    |       |

#### Wyniki
| Gospodarz \ Gość | GEN | INT | MIL | TOR |
| ---------------- | --- | --- | --- | --- |
| Genoa            |     | 5:3 | 3:0 | nb  |
| Internazionale   | 1:3 |     | 3:1 | 2:1 |
| Milan            | 1:1 | nb  |     | 1:1 |
| Torino           | 6:1 | 2:2 | 1:1 |     |

## Środkowo-Południowe Włochy

### Kwalifikacje

#### Toskania

##### Tabela
|    | Klub               | Pkt | M | Z | R  | GZ | GS | +/- | Pkt. | Uwagi        |
| -- | ------------------ | --- | - | - | -- | -- | -- | --- | ---- | ------------ |
| 1. | Pisa               | 12  | 9 | 2 | 1  | 40 | 11 | +29 | 20   | Kwalifikacja |
| 2. | Lucca              | 12  | 7 | 2 | 3  | 23 | 11 | +12 | 16   | Kwalifikacja |
| 3. | Libertas           | 12  | 6 | 3 | 3  | 28 | 21 | +7  | 15   |              |
| 4. | Firenze            | 12  | 6 | 2 | 4  | 15 | 14 | +1  | 14   |              |
| 5. | SPES               | 12  | 3 | 3 | 6  | 13 | 18 | -5  | 9    |              |
| 6. | Virtus Juventusque | 12  | 2 | 2 | 8  | 15 | 27 | -12 | 6    |              |
| 7. | Prato              | 12  | 1 | 0 | 11 | 4  | 36 | -32 | 2    |              |
| -  | Itala Firenze      | -   | - | - | -  | -  | -  | -   | -    |              |

##### Wyniki
| Gospodarz \ Gość   | CSF | LFI | LUC | PIS | PRA | SLI | VJU |
| ------------------ | --- | --- | --- | --- | --- | --- | --- |
| Firenze            |     | 0:0 | 2:0 | 0:3 | 2:0 | 2:0 | 4:1 |
| Libertas           | 2:0 |     | 4:2 | 1:6 | 8:1 | 3:1 | 2:0 |
| Lucca              | 0:1 | 2:1 |     | 2:1 | 6:0 | 2:0 | 3:0 |
| Pisa               | 5:0 | 5:1 | 1:1 |     | 5:0 | 3:0 | 2:1 |
| Prato              | 2:1 | 0:2 | 0:2 | 0:2 |     | 0:2 | 1:2 |
| SPES               | 0:2 | 2:2 | 1:1 | 1:1 | 2:0 |     | 4:2 |
| Virtus Juventusque | 1:1 | 2:2 | 0:2 | 4:6 | 2:0 | w/o |     |

#### Lacjum

##### Tabela
|    | Klub      | Pkt | M | Z | R | GZ | GS | +/- | Pkt. | Uwagi        |
| -- | --------- | --- | - | - | - | -- | -- | --- | ---- | ------------ |
| 1. | Roman     | 10  | 9 | 0 | 1 | 42 | 13 | +29 | 18   | Kwalifikacja |
| 2. | Lazio     | 10  | 7 | 1 | 2 | 39 | 14 | +25 | 15   | Kwalifikacja |
| 3. | Audace    | 10  | 5 | 1 | 4 | 25 | 18 | +7  | 11   |              |
| 4. | Fortitudo | 10  | 3 | 0 | 7 | 12 | 35 | -23 | 6    |              |
| 5. | Juventus  | 10  | 2 | 1 | 7 | 14 | 31 | -17 | 5    |              |
| 5. | Pro Roma  | 10  | 2 | 1 | 7 | 17 | 38 | -21 | 5    |              |

##### Wyniki
| Gospodarz \ Gość | ARO | FOR | JAU | LAZ | PRO | ROM |
| ---------------- | --- | --- | --- | --- | --- | --- |
| Audace           |     | 2:4 | 5:0 | 3:0 | 3:0 | 1:5 |
| Fortitudo        | 1:3 |     | 1:4 | 0:4 | 3:2 | 0:4 |
| Juventus         | 1:4 | 2:3 |     | 1:1 | 1:4 | 1:4 |
| Lazio            | 3:2 | 7:0 | 5:0 |     | 5:2 | 4:0 |
| Pro Roma         | 1:1 | 2:0 | 1:4 | 1:8 |     | 3:7 |
| Roman            | 3:1 | 5:0 | 3:0 | 5:2 | 6:1 |     |

#### Kampania
Tak tylko dwie drużyny z regionu zgłosiły się do mistrzostw, Internazionale i SSC Napoli zakwalifikowały się do półfinałów.

### Półfinały

#### Środkowe Włochy

##### Tabela
| Lp. | Drużyna | M | Z | R | P | B+ | B- | +/– | Pkt | Kwalifikacja           |
| --- | ------- | - | - | - | - | -- | -- | --- | --- | ---------------------- |
| 1   | Lazio   | 6 | 5 | 0 | 1 | 15 | 9  | +6  | 10  | Kwalifikacja do finału |
| 2   | Pisa    | 6 | 4 | 0 | 2 | 15 | 13 | +2  | 8   |                        |
| 3   | Roman   | 6 | 3 | 0 | 3 | 14 | 9  | +5  | 6   |                        |
| 4   | Lucca   | 6 | 0 | 0 | 6 | 3  | 16 | −13 | 0   |                        |

##### Wyniki
| Gospodarz \ Gość | LAZ | LUC | PIS | ROM |
| ---------------- | --- | --- | --- | --- |
| Lazio            |     | 2:0 | 4:2 | 2:1 |
| Lucca            | 1:2 |     | 2:3 | 0:2 |
| Pisa             | 4:0 | 4:0 |     | 2:0 |
| Roman            | 1:5 | 3:0 | 7:0 |     |

#### Południowe Włochy
16 maja
Internazionale – Naples 3:0
23 maja
Naples – Internazionale 4:1
Mecze 18 i 25 kwietnia (Internazionale – Naples 4:1 i Naples – Internazionale 1:1) zostały anulowane i powtórzone przez FIGC w dniach 16 i 23 maja z powodu nieprawidłowości w rejestracji zawodników Pellizzoni i Steiger w Internazionale. Oba mecze zakończyły się sukcesem, co teoretycznie oznaczałoby, że mecz barażowy byłby obowiązkowy, aby wyłonić finalistę turnieju środkowo-południowego. Jednak według ówczesnych źródeł mecz z 23 maja wygrany przez Naples nie został zatwierdzony, a biorąc pod uwagę ostateczne zawieszenie mistrzostw, Internazionale zostałby ogłoszony mistrzem południa w 1919 roku.

### Runda finałowa
Runda finałowa Włoch środkowych i południowych nie została rozegrana, ponieważ Włochy przystąpiły do I wojny światowej 24 maja 1915 r. W rezultacie nie można było rozegrać nawet finałów środkowo-południowych pomiędzy Internazionale a Lazio.

## Finał
Przystąpienie Włoch do I wojny światowej uniemożliwiło dokończenie środkowo-południowych finałów krajowych.
Ostatni mecz Genoa rozegrał w składzie: Giacomo Rolla, Claudio Casanova II, Renzo De Vecchi, Pietro Pella, Alessandro Magni, Ettore Leale, Percy Walsingham, Felice Berardo, Enrico Sardi I, Aristodemo Santamaria, Edoardo Mariani.